# Parque nacional de Forollhogna
El Parque Nacional de Forollhogna (en noruego: Forollhogna nasjonalpark) se encuentra en los condados de Trøndelag e Innlandet en Noruega, en los municipios de Tynset, Tolga y Os, en Innlandet, y Holtålen, Midtre Gauldal y Rennebu, en Trøndelag. El parque Forollhogna (o Forelhogna ) incluye una rica vida vegetal y es una zona importante para los renos salvajes.

## Características
El paisaje consiste en grandes áreas alpinas, con suaves pendientes que se elevan desde los valles inferiores, una zona a la que se suele hacer referencia como "las montañas suaves". En ellas, hay pueblos prósperos y un exuberante paisaje cultural determinado por las tradiciones agrícolas de la región. Durante siglos, las granjas de montaña han estado en uso durante el verano, y muchas todavía lo están. Este es el escenario del Parque Nacional Forollhogna, el 19º parque de Noruega en ser designado como tal.

## Nombre
El nombre es una composición  de dos palabras.  El último elemento es la forma finita  de hogn, que significa "defensor" o "protector" (esta montaña alta e impresionante marca la frontera entre Trøndelag y Innlandet). El primer elemento viene del nombre del lago en la parte central del parque: Forollen (Forollsjøen).